# IC 953
IC 953 је појединачна звијезда у сазвјежђу Кентаур која се налази на листи објеката дубоког неба у Индекс каталогу.
Деклинација објекта је - 30° 17' 0" а ректасцензија 13h 54m 57,0s.